# Lins (kommunhuvudort)
Lins är en kommunhuvudort i Brasilien.   Den ligger i kommunen Lins och delstaten São Paulo, i den södra delen av landet, 700 km söder om huvudstaden Brasília. Lins ligger 411 meter över havet och antalet invånare är 69 451.
Terrängen runt Lins är huvudsakligen platt. Lins ligger nere i en dal. Lins är det största samhället i trakten.
Omgivningarna runt Lins är huvudsakligen savann. Runt Lins är det ganska glesbefolkat, med 26 invånare per kvadratkilometer.